# Kriegsgräberstätte Bitburg-Kolmeshöhe

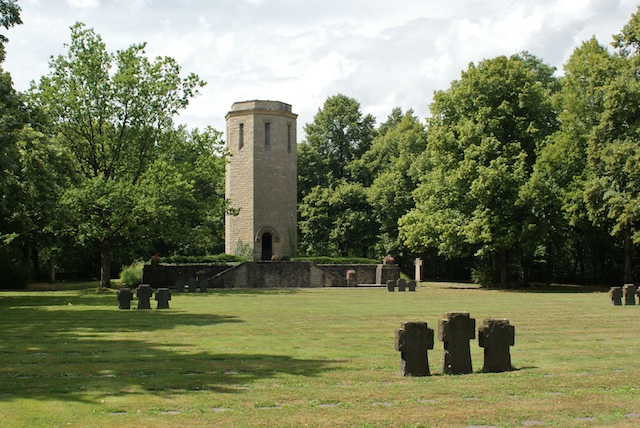
Kriegsgräberstätte Bitburg-Kolmeshöhe, 2010

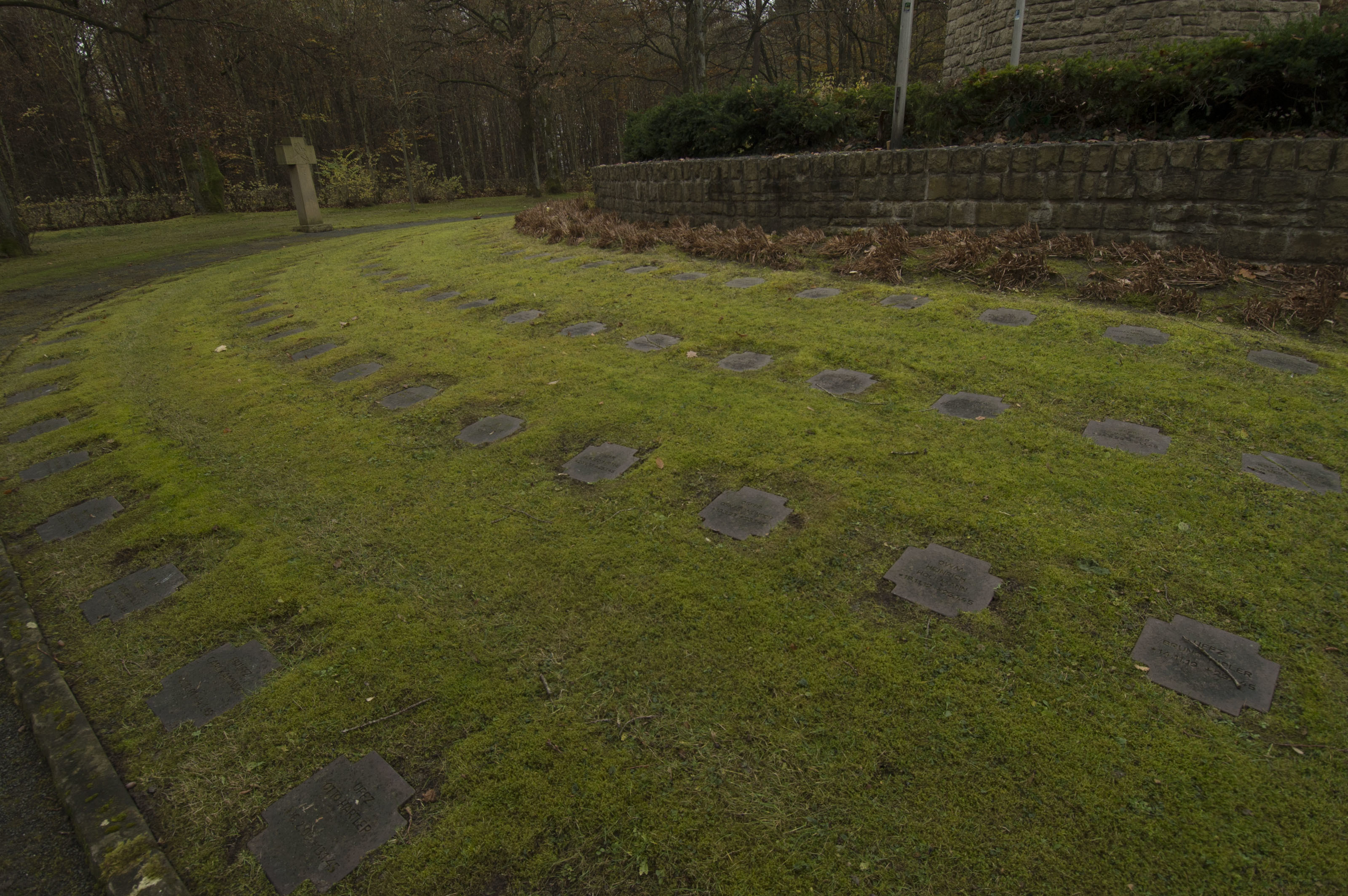
Deutsche Soldatengräber, 2016

Die städtische Kriegsgräberstätte Bitburg-Kolmeshöhe ist ein Ehrenfriedhof in der Stadt Bitburg in Rheinland-Pfalz.

## Geographische Lage
Der Ehrenfriedhof Kolmeshöhe liegt am westlichen Ende von Bitburg in einem kleinen Waldgebiet in leichter Hanglage zwischen der Stadt und dem Stadtteil Bitburg-Stahl. Das Gelände befindet sich unmittelbar westlich der Bundesstraße 257.

## Geschichte
Die Kriegsgräberstätte umfasst etwa 2000 Gräber von Opfern von Krieg und Gewaltherrschaft.
Der Friedhof wurde 1930 als Gedenkstätte für die Gefallenen des Ersten Weltkriegs angelegt und befindet sich in der Nähe des 1912 erbauten Aussichtsturms aus Kalksteinquadern mit achteckigem Grundriss.
1946 wurden hier gefallene Soldaten des Zweiten Weltkriegs, 59 zivile Kriegsopfer und 23 Soldaten des Ersten Weltkriegs bestattet. Unter den beerdigten Soldaten waren auch 59 Mitglieder der Waffen-SS.
Die Kriegsgräberstätte auf der Kolmeshöhe wurde 1959 eingeweiht.
Nach dem gemeinsamen Besuch des Friedhofs durch Helmut Kohl und Ronald Reagan am 5. Mai 1985 zum 40. Jahrestag der bedingungslosen Kapitulation der Wehrmacht kam es zur Bitburg-Kontroverse. Im Jahre 2013 wurde die Kriegsgräberstätte instand gesetzt und neu gestaltet.